# Men of War
Men of War(メン・オブ・ウォー、原題:ロシア語: В тылу врага 2: Лис пустыни、ロシア語: В тылу врага 2: Братья по оружию）は、2009年に発売されたリアルタイムストラテジー。Faces of War(FoW)の続編。

## 概要
Men of War(MoW)は第二次世界大戦を題材としたリアルタイムストラテジーである。BestWay社が前作Faces of War(FoW)の続編として開発した。2006年から始まった開発には、FoWの著名なMod製作者クリス・クレイマーが設立したゲームスタジオであるDigitalmindsoftが協力している。
ゲームプレイの面では分隊規模の作戦行動に焦点を当てている。基地の建築や技術研究、資源の増減といったシステムは備えておらず、ユニットの購入もシングルプレイでは基本的に不可能である。またアクションゲームのように直接ユニットを操作できるダイレクトコントロールと呼ばれる独特のシステムが存在する。

## 特徴

### 細部のシミュレーション
本作では、細部までシミュレーションされた世界が特徴となっている。
- 各兵士や車両はインベントリに武器や物資を保有する。
- それぞれのアイテムは地面に捨てたり、あるいは拾ったりする事が出来る。
- 車両や砲座などは各兵士が自由に乗り込み、操作する事が出来る。
- 車両などの損傷の程度は数値ではなく部位ごとの損傷で表現されており、修理も部位ごとに行われる。
- 各兵士の視界がゲーム上でも考慮されている。
- 射線に建物や壁といった固体オブジェクトがあると銃弾や砲弾が阻まれる。
- ほとんどのオブジェクトが破壊可能で、破壊後に散乱する破片も固体オブジェクトとして判断される。
- 火炎放射器などで火を放つと、徐々に可燃物を巻き込んで燃え広がっていく。

こうした箇所が賞賛を受けた

が、その一方で末端の兵士に至るまで銃弾などの管理を行わなければならない(マイクロマネジメントを要する)点は批判された。

### ダイレクト・コントロール
本作では、「ダイレクト・コントロール」と呼ばれるシステムを備えており、兵士や車両などをアクションゲームのように直接操作する事が出来る。このダイレクトコントロールを使用すると、例えば敵車両に精密な射撃を行いキャタピラなどのみを破壊する、敵の視界を避けて遮蔽物まで移動するなど、高度なアクションが可能となる。

## キャンペーン
シングルプレイヤーキャンペーンではソ連軍、ドイツ軍、連合軍(英軍、米軍)のシナリオ全19面が用意されている。ユニットは通常ゲーム開始時に配置されたもののみが使用可能で、追加購入などを行う事は出来ない。ただし、多くのマップではイベントによる増援が存在する。
ソ連
ソ連軍キャンペーンは、アレクセイ・クズネツォフ(Alexey Kuznetsov)とヴィクトル・スミルノフ(Victor Smirnov)という2名の赤軍将校を主人公に、東部戦線初期の戦いからソ連の反攻までを描く。具体的にはロストフの戦いからゼーロウ高地の戦いまでが描かれ、最終面の後にはベルリン陥落に参加した旨のエピローグが流れる。
ドイツ
ドイツ軍キャンペーンでは、ギュンター・ボルグ(Gunther Borg)という若い将校を主人公に、主に北アフリカ戦線の戦いを描く。降下猟兵としてギリシャ・クレタ島への空挺降下に参加した後、ドイツアフリカ軍団に配属され、リビアからチュニジアまでを転戦していく。
連合軍
連合軍キャンペーンでは、テリー・パーマーとロビンソン伍長という2名のアメリカ軍人を主人公に、北アフリカ戦線の戦いから西部戦線の戦いまでを描く。トーチ作戦に参加した彼らは、アメリカ兵だけではなく英国第7機甲師団の「デザート・ラッツ」の隊員やアンリ・ド・アスティ(Henri d'Astier)が指揮するフランスのレジスタンスとも協力して戦っていく。
ボーナス
ボーナスミッションは連続したものではなく、ミッションごとに異なった国を操作していくものである。難易度は3カ国のキャンペーンよりも高い。

## マルチプレイヤー
本作のマルチプレイヤーでは6種類のゲームモードがあり、また最大で16人が対戦に参加できる。マルチプレイヤーではユニットの購入が可能となっている。キャンペーンに登場する全ての軍隊(ソ連、ドイツ、アメリカ、英国)にくわえて日本軍が使用できる。
Battlezones
マップ内に配置されたいくつかの陣地を奪い合う。
Combat
いわゆるデスマッチ。制限時間中に相手よりも高いスコアを獲得することが目的となる。
Frontlines
攻守に分かれ、いくつかの陣地の占領ないし防衛を目的とする。
Cooperative
プレイヤー数人で協力してキャンペーンのミッションに挑戦する。
Victory Flag
Battlezonesに近いが、Victory Flagでは1つだけの陣地を奪い合う。
Valuable Cargo
いわゆるキャプチャー・ザ・フラッグ。マップ中央に配置された鉄道貨車を奪い合う。
また、オンラインプレイヤーではランク制を採用しているので、ランクマッチでは自身と近いレベルのプレイヤーと対戦することになる。

## シリーズ
本作は、Best Way社が展開したВ тылу врага（エネミー・ライン）シリーズの1つだが、同シリーズはやや複雑な展開を行っている。以下にシリーズの一覧を示す。なお、ここで用いる日本語名称はいずれも便宜的なものである。
エネミー・ラインシリーズ
- В тылу врага（エネミー・ライン、英題：Soldiers: Heroes of World War II）
  - В тылу врага: Диверсанты（エネミー・ライン：サボタージュ、英題：Outfront: Saboteurs）
  - В тылу врага: Диверсанты（エネミー・ライン：サボタージュ2、英題：Outfront: Saboteurs 2）
  - В тылу врага: Диверсанты（エネミー・ライン：サボタージュ3、英題：Outfront: Saboteurs 3）
- В тылу врага 2（エネミー・ライン2、英題：Faces of War。当初はOutfront IIの英題で発表された）
  - В тылу врага 2: Братья по оружию（エネミー・ライン2：バンド・オブ・ブラザーズ、：Men of War）
  - В тылу врага 2: Лис пустыни（エネミー・ライン2：砂漠の狐、英題：Men of War）
  - В тылу врага 2: Штурм（エネミー・ライン2：嵐、英題：Men of War:Assault Squad）

以下はタイトルにВ тылу врагаの語を含まないスピンオフ作品である。
- Черные бушлаты（黒色ジャケット、英題：Men of War:Red Tide）
- Диверсанты: Вьетнам（サボタージュ：ベトナム、英題：Men of War:Vietnam）
- Штрафбат（懲罰部隊、英題：Men of War:Condemned Heroes）

当初、『エネミー・ライン2』には先に発表されていた『エネミー・ライン：サボタージュ』の英題Outfront: Saboteursに因んだOutfront IIという英題が与えられていたが、流通の都合上Faces of Warと改題される。
そして、『エネミー・ライン2』のスタンドアローン作品として開発されたのが『エネミー・ライン2：バンド・オブ・ブラザーズ』、および『エネミー・ライン2:砂漠の狐』の2作である。Men of Warの英題で販売されているのは、この2作を統合した上で多少の改良を加えたもので、『バンド・オブ・ブラザーズ』には本作のソ連軍キャンペーンが、『砂漠の狐』には本作のドイツ軍および連合軍キャンペーンが相当する。
また英題にMen of Warの語を使用した作品としては、本作Men of Warの他に『黒色ジャケット』（Men of War:Red Tide）、『エネミー・ライン2：嵐』（Men of War:Assault Squad）、『サボタージュ：ベトナム』（Men of War:Vietnam）、『懲罰部隊』（Men of War:Condemned Heroes）の4作がある。